# Saraghrar
Il Saraghrar è la quarta vetta più alta della catena dell'Hindu Kush, in territorio pakistano. La sua vetta principale, la cima nord-est, raggiunge la quota di 7349 metri slm. Le vette minori sono la cima nord-ovest (7300 m) la cima sud-ovest (7148 m) la cima sud (7307 m) e la cima sud-est (7208 m). Le diverse vette sono poco distinte in quanto la montagna è caratterizzata dalla presenza di un vasto altopiano sommitale a circa 7000 metri.
Il Saraghrar è la 76ª montagna più alta del mondo.

## Storia alpinistica

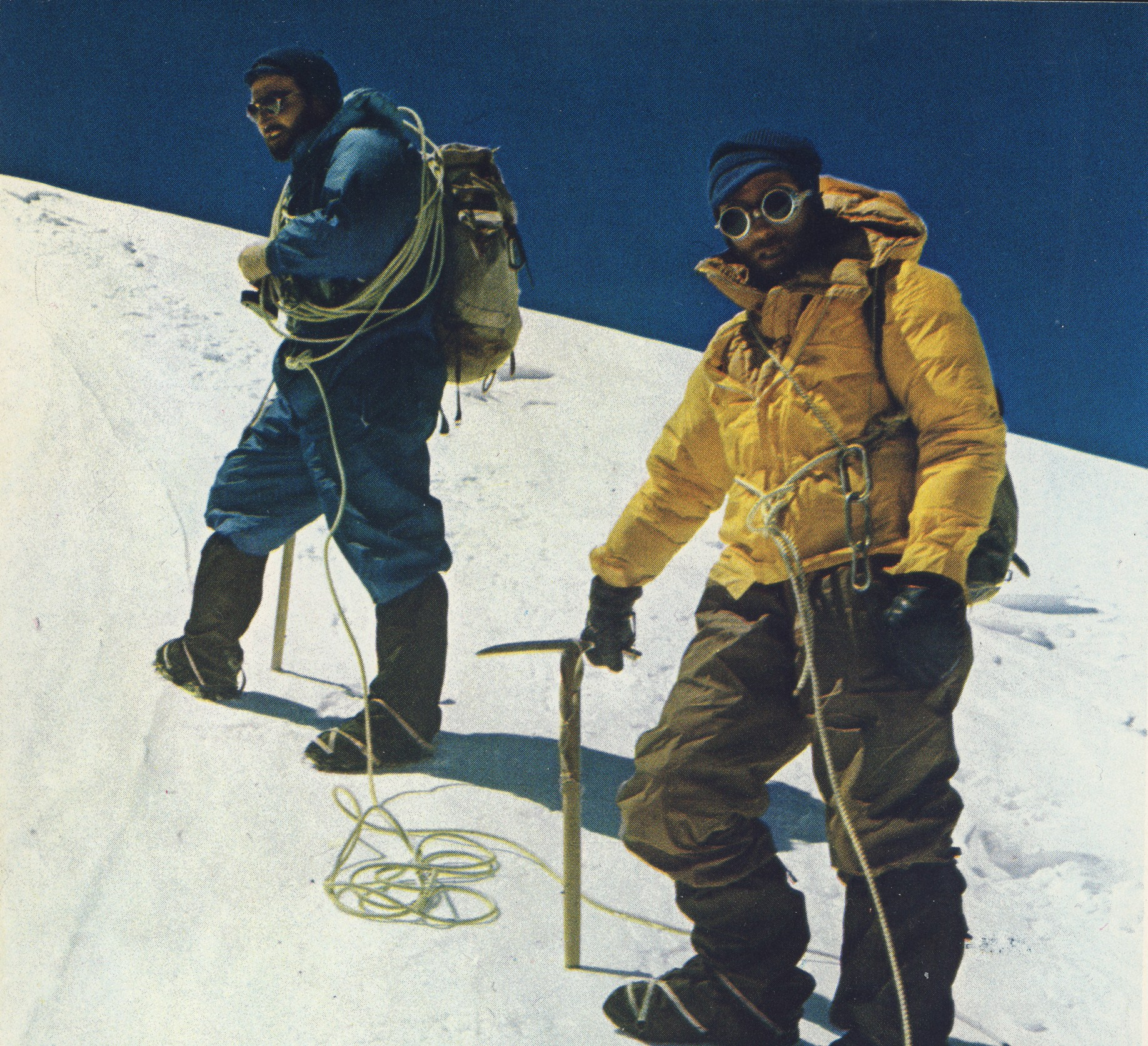
Franco Alletto (a sinistra) e Paolo Consiglio (a destra)

La prima salita fu effettuata il 24 agosto 1959 dalla spedizione della sezione di Roma del Club Alpino Italiano, dalle due cordate composte rispettivamente da Paolo Consiglio e Franco Alletto e da Giancarlo Castelli e Carlo Alberto (betto) Pinelli (futuro cofondatore di Mountain Wilderness). Della spedizione facevano parte anche Silvio Jovane, Franco Lamberti (medico della spedizione), Enrico Leone e Fosco Maraini.

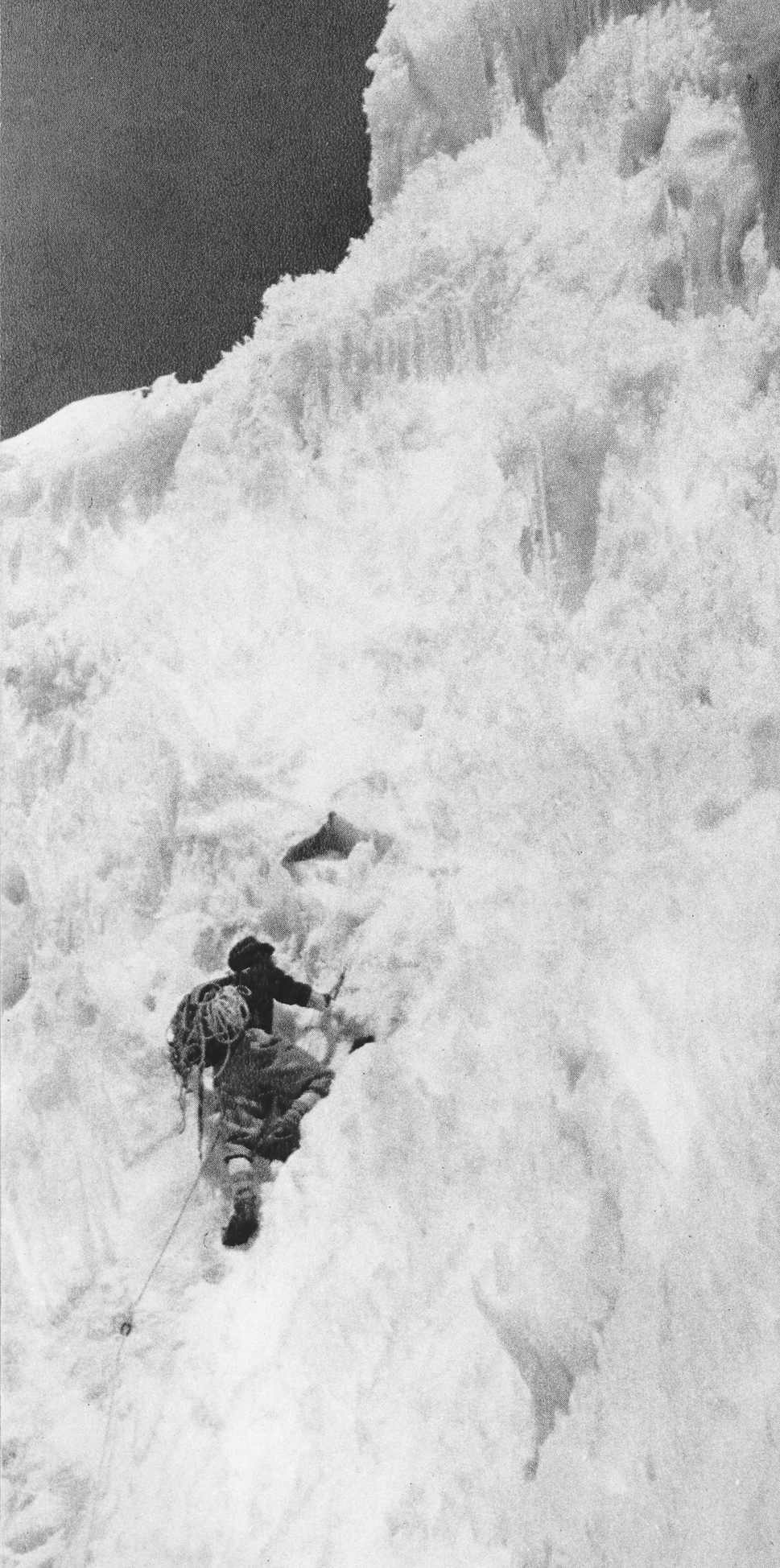
Il passaggio chiamato "la torre di ghiaccio"

Non era stato indicato un vero e proprio capo-spedizione, Alletto era responsabile per la parte alpinistica e organizzativa, tuttavia Maraini assunse di fatto un ruolo di guida per via della sua precedente esperienza alpinistica (aveva partecipato alla spedizione al Gasherbrum IV) e alla sua profonda conoscenza del mondo orientale.
La spedizione ebbe un carattere esplorativo. Fu compiuta l'esplorazione dei ghiacciai Husko, Niroghi e Sorlawi e del ghiacciaio in seguito denominato "Ghiacciaio Roma". Furono effettuate salite alle vette minori inviolate cui fu dato il nome di "Punta Paola" (5600 m, Castelli-Pinelli) e "Punta Rossa" (5730 m, Consiglio). In seguito alla morte di Paolo Consiglio il Club Alpino Accademico Italiano istituì il "Premio Paolo Consiglio" per le spedizioni alpinistico-esplorative proprio in memoria delle sue esplorazioni.
Gli alpinisti, posto il campo base in località Gram Shal negli ultimi giorni di luglio, si concentrarono inizialmente sul ghiacciaio Sorlawi, piazzando il primo campo avanzato a 4900 m, ma dopo due infruttuosi tentativi di salita per il "Canalone di Silvio", rientrarono al campo base e diressero i loro sforzi sul ghiacciaio Roma, piazzando sei campi, l'ultimo dei quali a 7000 m, e raggiungendo finalmente la vetta il 24 agosto.
Per la spedizione furono utilizzati sette portatori d'alta quota, tutti abitanti delle valli del distretto di Chitral.
Un precedente tentativo di salita portato avanti da una spedizione britannica guidata da Ted Norrish era fallito a causa della morte di uno dei componenti della spedizione.
Nel 1967 una spedizione giapponese guidata da Kenichiro Yamamoto raggiunse la cima sud tramite il ghiacciaio Rosh-Gol. La cordata giunta in cima era composta da Hara Hirosad e Satoh Yukitoshi. Un'altra spedizione giapponese, guidata da Akiyama Reiske, raggiunse la cima sud-ovest nel 1971.
Tra il 1975 e il 1982, spedizioni catalane hanno effettuato numerosi tentativi di raggiungere la cima nord-ovest, riuscendo nell'ultimo di questi ad arrivare fino all'anticima a 7200 m.
La cima sud-est è stata raggiunta per la prima volta nel 2005 dalla spedizione svizzere guidata da Jean-Michel Zweiacker.
La cima nord-est e la cima sud est risultano ancora inviolate.